# Liste des codes OACI des aéroports/Z
Pour un article plus général, voir Liste des codes OACI des aéroports.
- A
- B
- C
- D
- E
- F
- G
- H
- I
- J
- K
- L
- M
- N
- O
- P
- Q
- R
- S
- T
- U
- V
- W
- X
- Y
- Z

## ZB
- ZBAA : Aéroport international de Pékin, Chine,
- ZBAD : Aéroport international de Pékin-Daxing
- ZBTJ : Aéroport international de Tianjin Binhai

## ZG
- ZGGG : Aéroport international de Guangzhou Baiyun
- ZGSD : Aéroport de Zhuhai Sanzao
- ZGSZ : Aéroport international de Shenzhen Bao'an
- ZGYL : Aéroport de Yulin Fumian
- ZGZJ : Aéroport de Zhanjiang

## ZK
Corée du Nord :
- Aéroport de Haeju
- ZKPY : Aéroport international de Sunan

## ZM
Mongolie :
- ZMUB : Aéroport international Chinggis Khaan
- ZMCD : Aéroport de Choybalsan, Dornod

## ZU
- ZUCK : Aéroport international de Chongqing
- ZULS : Aéroport de Lhassa Gonggar, Tibet

## ZW
- ZWAT : Aéroport d'Altay, Chine

## ZY
- ZYTL : Aéroport international de Dalian